# Laurens Sweeck
Laurens Sweeck (Lovaina, 17 de diciembre de 1993) es un ciclista belga que combina el ciclocrós y la ruta. Es nieto del también ciclista Alphonse Sweeck.

## Palmarés

### Ciclocrós
| 2015 - 2.º en el Campeonato Mundial de Ciclocrós sub-23 2016 - 2.º en el Campeonato de Bélgica de Ciclocrós 2017 - 3.º en el Campeonato de Bélgica de Ciclocrós 2018 - 3.º en el Campeonato Europeo de Ciclocrós - 2.º en el Campeonato de Bélgica de Ciclocrós | 2019 - 3.º en el Campeonato Europeo de Ciclocrós 2020 - Campeonato de Bélgica de Ciclocrós - Superprestigio 2022 - 2.º en el Campeonato de Bélgica de Ciclocrós - 3.º en el Campeonato Europeo de Ciclocrós 2023 - 2.º en el Campeonato de Bélgica de Ciclocrós |

### Ruta
2016
- 2 etapas del Tríptico de las Ardenas

2017
- Gran Premio Jean-Pierre Monseré
- 1 etapa del Tríptico de las Ardenas

2023
- 1 etapa del Tour del Pays de Montbéliard

2024
- Clásica SD WORX BW[1]